# Лячі
Лячі (алб. Laçi) — місто на півночі Албанії з населенням 17 588 жителів (2011). Є центром округу Курбін.

## Географія
Село знаходиться на краю плоскої прибережної рівнини, від 35 км на північ від Тирани і в десяти кілометрах від узбережжя Адріатичного моря. За містом стоїть гірський ланцюг Скандербега.

## Історія
Лячі — відомий центр паломництва країни. Щорічно до початку Другої світової війни тисячі людей відвідували монастир недалеко від міста, названий на честь Святого Антонія Падуанського. Після зняття заборони комуністами релігії, знову багато католиків і навіть мусульман збираються 12 червня у місця паломництва.
До 1950 Лачі було маленьким селом. Тільки з приходом деяких заводів (добриво, обробка міді, виготовлення скла) воно перетворилось на промислове місто. Комуністи у 1967 на північ від міста також побудували великий фосфатний завод, який був роботодавцем багатьох жителів. У нинішній час більшість заводів закриті, значна частина населення не має роботи.

## Транспорт і економіка
Близькість Лячі до шосе A1/SH1 дає йому гарне транспортне сполучення. На півночі — Лежа, Шкодер і Чорногорія, на півдні — Тирана і Дуррес, через шосе можна швидко добратись до Кукеса і Косова. Шосе SH1 (Фуше-Круя-Леже) звільнило місто від наскрізного руху.
Залізниця працює лише для місцевого сполучення.

## Військо
Албанська армія розташовує тут танковий батальйон.

## Спорт
Місцевий футбольний клуб «Лячі» грає з 2009 року у вищій лізі. У 2013 він виграв Кубок Албанії з футболу.